# 역사의 시대
《역사의 시대》(Age Of History)는 턴제 전략 게임이다. 군사를 이동, 모집할 수 있으며 축제나 다양한 시설을 만들어 도시를 발전시킬 수 있다. 게임의 가격은 2,500원으로 후속작 역사의 시대 2는 5,500원이다.